# Luukas Saha
Luukas Saha (Hämeenlinna, 7 de julio de 1998) es un deportista finlandés que compite en judo.
Ganó una medalla de bronce en el Campeonato Mundial de Judo de 2024 y una medalla de bronce en el Campeonato Europeo de Judo de 2025, ambas en la categoría de –66 kg.

## Palmarés internacional
| Campeonato Mundial | Campeonato Mundial     | Campeonato Mundial | Campeonato Mundial |
| Año                | Lugar                  | Medalla            | Categoría          |
| ------------------ | ---------------------- | ------------------ | ------------------ |
| 2024               | Abu Dabi (EAU)         | Medalla de bronce  | –66 kg             |
| Campeonato Europeo |                        |                    |                    |
| Año                | Lugar                  | Medalla            | Categoría          |
| 2025               | Podgorica (Montenegro) | Medalla de bronce  | –66 kg             |